# 王允之
參數所指定的目標頁面不存在，建議更正成存在頁面或直接建立下列一個頁面（建立前請先搜尋是否有合適的存在頁面可以取代）：
- 王允之 (演員)

王允之（303年—342年），字淵猷，琅琊臨沂（今山東臨沂）人。出身於琅琊王氏，東晉時官員，是晉朝撫軍將軍王舒之子。官至衞將軍。

## 生平
王允之在兒童時就被其堂伯父王敦認為像自己，聰慧機警，十分喜愛，於是常常跟著王敦出入。太寧元年（323年），王敦有一晚與黨眾飲酒，王允之也在席但先因酒醉躺下休息。及後王敦與錢鳳在席間商討攻打建康篡位的事，王允之在當時已醒來，故此聽到全部對話內容。王允之隨後便因怕王敦懷疑自己聽到機密，於是便催吐自己，弄得衣服和臉上都是嘔吐物，自己則滿身污穢地在原地睡覺。錢鳳走後，王敦來察看，見如此景況亦不懷疑王允之聽到機密了。但不久王允之就以父親新拜廷尉為由要求去建康見父親，王敦准許。王允之到建康後就將王敦圖謀告訴父親，王舒於是與王導一同報告晉明帝，讓晉明帝早作準備。最終協助晉明帝在次年平定王敦之亂。王敦之亂後，晉明帝打算授官給王允之，但王舒以王允之還年輕不願仕官為由請求明帝，王允之於是一直跟隨父親。
咸和元年（326年），是蘇峻之亂爆發前一年，王導認為蘇峻將會被庾亮逼反，於是以王舒出任會稽內史作外援。後蘇峻果然叛亂，並於咸和三年（328年）攻陷建康。王舒在當年於會稽舉義兵，並以王允之行揚烈將軍，領兵討伐蘇峻軍。後討伐義軍盟主荊州刺史陶侃表王允之為督護吳郡、義興、晉陵三郡征討軍事。咸和四年（329年），王允之追擊敗逃的蘇峻將領韓晃並大敗對方，不久蘇峻之亂就被平定。王允之因功封番禺縣侯。後王允之任建武將軍、錢唐縣令，領司鹽都尉。
王允之後來在咸和九年（334年）任宣城內史、監揚州江西四郡事，鎮于湖。咸康年間升為西中郎將、假節。後遷任南中郎將、江州刺史。王允之在政甚有聲威和惠澤。咸康八年（342年）年初，豫州刺史庾懌送酒給王允之，意圖毒殺他。王允之覺得奇怪，先給一頭狗喝下，狗隻不久卻死去，王允之於是密報晉成帝，令晉成帝大怒。事發後次月庾懌自殺。同年王允之向中書監庾冰求解江州刺史，授予堂兄弟王恬，在庾冰的影響下，王允之於當年轉拜衞將軍、會稽內史。但王允之未上任就逝世，享年四十歲，諡號為忠。

## 家庭

### 夫人
- 荀氏，散骑常侍荀文之女[5]

### 子女
- 王晞之，嗣子。
- 王仲之